# España extrapeninsular
España extrapeninsular es el término para referirse a los territorios españoles no ubicados en la península ibérica. Esta región de España comprende los archipiélagos Canario y Balear, las ciudades de Ceuta y Melilla y las plazas de soberanía. Abarca 12. 286 km, del total de los territorios españoles (2,44 %) y su población asciende a 3.379.689 millones de habitantes (7,5 %) en el año 2016.

## Demografía

### Municipios más poblados (2020)
1. Palma de Mallorca 402.949 hab
2. Las Palmas de Gran Canaria 378.998 hab
3. Santa Cruz de Tenerife 203.585 hab
4. San Cristóbal de la Laguna 153.111 hab
5. Telde 102.164 hab
6. Melilla 86.026 hab
7. Ceuta 84.519 hab
8. Arona 79.172 hab
9. Santa Lucía de Tirajana 69.178 hab
10. Ibiza 49.549 hab